# General Nakar
General Nakar là một đô thị cấp một ở tỉnh Quezon, Philippines.

### Các đơn vị hành chính
General Nakar, về mặt hành chính, được chia thành 19 khu phố (barangay).
| - Anoling - Banglos - Batangan - Catablingan - Canaway - Lumutan - Mahabang Lalim - Maigang - Maligaya - Magsikap | - Minahan Norte - Minahan Sur - Pagsangahan - Pamplona - Pesa - Poblacion - Sablang - San Marcelino - Umiray |